# Соколівка (Чернігівський район)
Соколі́вка — село в Україні, у Гончарівській селищній громаді Чернігівського району Чернігівської області. Населення становить 191 особу. До 2020 року орган місцевого самоврядування — Максимівська сільська рада.

## Історія
Під час Рум'янцевського перепису (1765—1769) село належало до Морівської сотні Київського полку.
В "Описание Черниговского Наместничества" (1781 г.) Д. Р. Пащенка: село - володіння Києво-Софіївського монастиря, мешканців монастирських посполитих дворів 18, хат -23. Такод в селі є 1 священник, 1 церковник, сотенний осавул (Солонина?), козаки підпомічники, підсусідки, бездвірні.
Список наявних у Малоросійській губернії селищ 1799-1801 років подає дані, що в селі проживало 172 податкові душі.
1859 року у казеному селі Морівської волості Остерського повіту Чернігівської губернії, мешкало 586 осіб (276 осіб чоловічої статі та 310 — жіночої), налічувалось 74 подвір'їв, існувала православна церква.
Тривалий час у Соколівці проживав і був похований український письменник Василь Чухліб. Також у Соколівці знаходилася садиба відомого політичного діяча, театрального режисера Леся Танюка.
19 січня 2024 року біля села сталася аварія. Фура в'їхала в шкільний автобус. Постраждало двоє дорослих і одна дитина.

## Політика

### Парламентські вибори, 2019
На позачергових парламентських виборах 2019 року у селі функціонувала окрема виборча дільниця № 740273, розташована у приміщенні клубу.
Результати
- зареєстровано 125 виборців, явка 64,80%, найбільше голосів віддано за «Слугу народу» і Всеукраїнське об'єднання «Батьківщина» — по 30,38%, за Радикальну партію Олега Ляшка — 12,66%[4]. В одномандатному окрузі найбільше голосів отримав Сергій Коровченко (самовисування) — 30,14%, за Олега Дмитренка (самовисування) — 12,33%, за Бориса Приходька (самовисування) і Василя Приходька (самовисування) — по 10,96%[5].

## Населення

### Мова
Розподіл населення за рідною мовою за даними перепису 2001 року:
| Мова       | Кількість | Відсоток |
| ---------- | --------- | -------- |
| українська | 279       | 99.28%   |
| російська  | 1         | 0.36%    |
| білоруська | 1         | 0.36%    |
| Усього     | 281       | 100%     |

## Пам'ятки
- Поселення «Соколівка-1[d]» (ХІV-ХV ст.н.е.);
- Поселення «Гниле»[d] (1 тис. н.е.);
- Братська могила радянських воїнів[d], які загинули при звільненні села у вересні 1943р.;
- Могила[d] письменника В.В. Чухліба;